# Space Ritual
Space Ritual (полное название — The Space Ritual Alive in Liverpool and London) — двойной концертный альбом британской рок-группы Hawkwind, записанный в декабре 1972 года и выпущенный компанией United Artists в мае 1973 года.
Альбом поднялся до #9 в UK Albums Chart и до #179 в Billboard Hot 200. В 2013 году журнал Classic Rock включил альбом в список «Концертных альбомов, которые изменили мир».

## История создания
Альбом был записан на Liverpool Stadium 22 декабря 1972 года и в зале Brixton Sundown 30 декабря 1972 года, при участии звукорежиссёра Вика Мэйла (Vic Maile), работавшего на Pye Mobile. Плёнки были смикшированы в Olympic Studios, в лондонском районе Барнс, Виком Мэйлом и Антоном Мэтьюзом. В ходе Space Ritual Tour Hawkwind исполняли, в основном, материал Doremi Fasol Latido; песни оттуда составляют основную часть двойного концертного альбома.
К ним были добавлены записи трёх новых композиций («Born to Go», «Upside Down» и «Orgone Accumulator»), а также фрагменты декламаций, которые вместе с электронными эффектами служат связующими звеньями между треками. «Silver Machine», незадолго до этого поднявшаяся до #3 в UK Singles Chart не была включена в альбом; из песен двух первых альбомов здесь присутствует только «Master of the Universe». Композиция «Sonic Attack» была написана писателем-фантастом Майклом Муркоком, который часто выступал с группой, когда находил это для себя возможным или когда Калверт не мог выйти на сцену. В оригинальной версии альбома текст декламирует Калверт.
Обложка альбома, выполненная Барни Бабблсом вошла в список 100 лучших альбомных обложек журнала Q.

### Комментарии к песням
- «Earth Calling» была написана под влиянием «Говорит Германия» — серии радиопередач времен Второй мировой войны, которые вел Lord Haw Haw.
- «Black Corridor» — spoken-word-трек, сделанный по мотивам одноимённой книги Майкла Муркока.
- «Orgone Accumulator» была написана под влиянием книг Вильгельма Райха. В её музыкальной части был использован фрагмент композиции Canned Heat «Fried Hockey Boogie». В 1987 году Pop Will Eat Itself включили эту песню в сингловый релиз «Love Missile F1-11».

### Концерты
Концерты серии The Space Ritual ставили своей целью воссоздать в полном «аудио-видео-церебральном объеме» концепцию Роберта Калверта и Барни Бабблса, связанную с путешествием в межзвёздном пространстве космического корабля под названием Hawkwind . При входе в зал зрителям выдавалась программка (позже она была воспроизведена для ремастеринга 1996 года), с коротким научно-фантастическим рассказом Бабблса, в котором описывалось возвращение на Землю космического корабля.
В концертах, помимо музыкантов группы, принимали участие танцовщицы Стася и Miss Renee, а также мим Тони Каррера. Поэтические фрагменты в ходе выступлений зачитывал Калверт, сцену оформил Барни Бабблс, световые эффекты создавал Liquid Len.

#### Переиздания
Оригинальная версия альбома содержала в себе студийные наложения и редакторскую правку. На обложке было указано: «Нам пришлось вырезать фрагмент Brainstorm и Time We Left, потому что они были слишком длинными». На альбоме 1985 года Space Ritual Volume 2 были представлены полные, неотредактиврованные версии концертных записей. Прежде не издававшаяся отредактированная версия «You Shouldn’t Do That» (переходящая в «Seeing It As You Really Are», в трек-лист не включённую) исполненная на том же концерте, вошла в сборник 1976 года Roadhawks, а затем — как бонус-трек — в ремастеринг 1996 года, изданный на CD. Полная неотредактированная версия трека может быть найдена только в Hawkwind Anthology.

## Хронология релизов
- Май 1973: United Artists Records, UAD60037/8, UK винил
- Сентябрь 1992: One Way Records, S2257659, USA CD
- Март 1996: EMI Remasters, HAWKS4, UK CD
- Июнь 2007: EMI Remasters, UK 2CD+DVD

## Список композиций

### Side 1
1. «Earth Calling» (Robert Calvert) — 1:46
2. «Born To Go» (Calvert, Dave Brock) — 9:56
3. «Down Through The Night» (Brock) — 6:16
4. «The Awakening» (Calvert) — 1:32

### Side 2
1. «Lord Of Light» (Brock) — 7:21
2. «Black Corridor» (Michael Moorcock) — 1:51
3. «Space Is Deep» (Brock) — 8:13
4. «Electronic No. 1» (Dik Mik Davies, Del Dettmar) — 2:26

### Side 3
1. «Orgone Accumulator» (Calvert, Brock) — 9:59
2. «Upside Down» (Brock) — 2:43
3. «10 Seconds Of Forever» (Calvert) — 2:05
4. «Brainstorm» (Turner) — 9:20

### Side 4
1. «7 By 7» (Brock) — 6:13
2. «Sonic Attack» (Moorcock) — 2:54
3. «Time We Left This World Today» (Brock) — 5:47
4. «Master Of The Universe» (Nik Turner, Brock) — 7:37
5. «'Welcome To The Future» (Calvert) — 2:03

#### Бонус-треки (1996 CD)
1. «You Shouldn’t Do That» (Turner, Brock) / «Seeing It As You Really Are» [unlisted] (Brock) — 6:55
2. «Master Of The Universe» (Turner, Brock) — 7:26
3. «Born To Go» (Calvert, Brock) — 13:04

### 2007 (CD)
| 1. «Earth Calling» 2. «Born To Go» 3. «Down Through The Night» 4. «The Awakening» 5. «Lord Of Light» 6. «Black Corridor» 7. «Space Is Deep» 8. «Electronic No. 1» 9. «Orgone Accumulator» 10. «Upside Down» 11. «10 Seconds Of Forever» 12. «Brainstorm» (полная версия) — 13:46 1. «7 By 7» 2. «Sonic Attack» 3. «Time We Left This World Today» 4. «Master Of The Universe» 5. «Welcome To The Future» (полная версия) — 2:49 6. «You Shouldn’t Do That» 10:38 7. «Orgone Accumulator» (альтернативная версия) — 8:50 8. «Time We Left This World Today» (альт. версия) — 13:22 9. «You Shouldn’t Do That» (альт. версия с альбома Roadhawks) — 6:42 | В форматах DTS 96/24 и 24 bit/48 kHz Stereo 1. «Earth Calling» 2. «Born To Go» 3. «Down Through The Night» 4. «The Awakening» 5. «Lord Of Light» 6. «Black Corridor» 7. «Space Is Deep» 8. «Electronic No. 1» 9. «Orgone Accumulator» 10. «Upside Down» 11. «10 Seconds Of Forever» 12. «Brainstorm» 13. «7 By 7» 14. «Sonic Attack» 15. «Time We Left This World Today» 16. «Master Of The Universe» 17. «Welcome To The Future» 18. «You Shouldn’t Do That» |

Бонус-трек «You Shouldn’t Do That» был записан в Brixton Sundown, 30 декабря 1972 года. Первоначально он был издан на альбоме Roadhawks.
Бонус-треки «Master Of The Universe» и «Born To Go» были записаны в клубе The Roundhouse 13 февраля 1972 года и впервые вышли на альбоме-сборнике Greasy Truckers Party'.

### Space Ritual Volume 2
В 1985 году на American Phonograph (APK8) вышел Space Ritual Volume 2 — архивный концертный альбом, куда вошли записи 30 декабря 1972 года (со сторой стороны Space Ritual), но без купюр и какой бы то ни было обработки. Эти плёнки дал под лицензиюДэйву Андерсону Дэйв Брок.

#### Список композиций
1. «Electronic No. 1» (Dettmar/Dik Mik) — 2:15
2. «Orgone Accumulator» (Calvert/Brock) — 8:45
3. «Upside Down» (Brock) — 2:45
4. «Sonic Attack» (Moorcock) — 2:50
5. «Time We Left This World Today» (Brock) / «Paranoia» (Brock) — 13:20
6. «10 Seconds Of Forever» (Calvert) — 2:10
7. «Brainstorm» (Turner) — 12:00
8. «Wind Of Change» (Brock)
«7 By 7» (Brock) — 8:50
9. «Master of the Universe» (Turner/Brock) — 7:40
10. «Welcome to the Future» (Calvert) — 2:55

## Участники записи
- Robert Calvert — вокал
- Dave Brock — гитара, вокал
- Nik Turner — саксофон, флейта, вокал
- Лемми — бас-гитара, вокал
- Dik Mik — синтезатор
- Del Dettmar — синтезатор
- Simon King — ударные